# Hong Kong Cultural Centre Complex

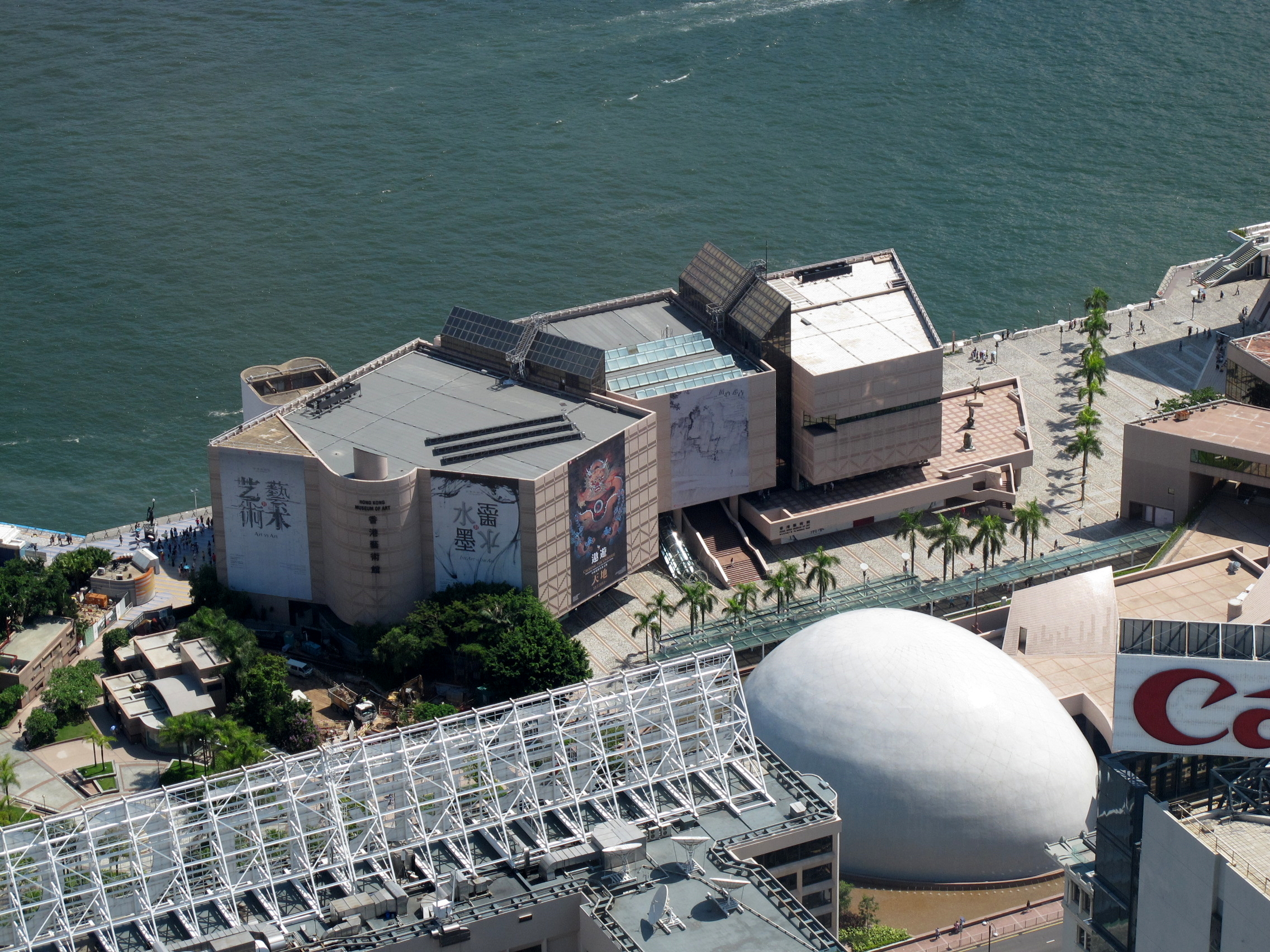
Hong Kong Cultural Centre Complex (Teilansicht), 2011

Das Hong Kong Cultural Centre Complex, abgekürzt HKCCC, ist ein Ensemble von Museen und sonstigen kulturellen Einrichtungen im ehemaligen Distrikt Tsim Sha Tsui im Süden von Kowloon, Hongkong. Es ist eine Art Uferpromenade und befindet sich am südlichenAnfang der Nathan Road zwischen der Salisbury Road und dem Ufer des Victoria Harbour. Das Ensemble liegt nahe dem bekannten Peninsula Hotel und Chungking Mansions am Anfang der Nathan Road an einer Uferpromenade zwischen der Salisbury Road und dem Victoria Harbour.

## Hong Kong Cultural Centre Complex
Der verschiedenen Gebäudekomplexe umfassen das Hong Kong Space Museum (eröffnet 1980), das Hong Kong Cultural Centre (1989), das Hong Kong Museum of Art (1991) und das Salisbury Garden (1997), das 2014 um den sog. Art Square erweitert wurde. Es wird durch die „Behörde für Freizeit- und Kulturangebote“ (Leisure and Cultural Services Department, kurz LCSD) betrieben und verwaltet, eine Abteilung der Regierung von Hongkong. Direkt neben dem Museum of Art kann eine andere Attraktion von Kowloon besichtigt werden, die Avenue of Stars (eröffnet 2004), eine Attraktion für Fans von Hongkong-Filmen.
Nach mehr als zwanzig Jahren des Bestehens des Kulturkomplexes beschloss der Betreiber, das LCSD, eine Renovierung und Erweiterung durchzuführen. Im Januar 2013 wurde ein Papier mit Planungsvorschlägen vorgestellt, das kurzfristige wie langfristige Maßnahmen enthielt:
- Der kurzfristige Plan, der in zwei Phasen durchgeführt werden sollte, beinhaltete außer einer Umgestaltung der Gartenanlage vor allem die Errichtung des Art Square bis 2014 mit Möglichkeiten für Open-Air-Ausstellungen, die seitdem insbesondere Skulpturen lokaler Künstler zu zeigen pflegte.[1]
- Der langfristige Plan betraf eine Überholung des Hong Kong Museum of Art (2015 bis 2019)[2][3], die Überholung des Hong Kong Space Museum (2018)[4] und die Überholung  des Hong Kong Cultural Center.[1]

### Hong Kong Space Museum
Hong Kong Space Museum (chinesisch 香港太空館) ist ein Museum für Astronomie und Weltraumwissenschaft, das sich im Süden von Kowloon befindet; es besteht aus einem Planetarium und zwei Ausstellungsobjekte: Hall of Space Science und Hall of Astronomy. Geplant wurde es bereits seit 1961, eröffnet jedoch erst am 8. Oktober 1980.

### Hong Kong Cultural Centre
Hong Kong Cultural Centre (chinesisch 香港文化中心) ist ein Kultur- und Konzerthaus im Kowlooner Kulturkomplex, bestehend aus einer Konzerthalle mit über 2000 Plätzen, einem Theater für Opern sowie Tanz-, Theater- und Ballettaufführungen für über 1700 Zuschauer, einem Studiotheater und einer Ausstellungsgalerie. Das Gebäude wurde am 8. November 1989 geöffnet.

### Hong Kong Museum of Art
Das Hong Kong Museum of Art (chinesisch 香港藝術館) ist das wichtigste Kunstmuseum in Hong Kong. Das Museum soll das kulturelle Erbe Chinas bewahren und die Kunst Hongkongs fördern. Das Museum verfügt über eine bemerkenswerte Sammlung von mehr als 16.000 Kunstobjekten. Das  Museum schloss im Jahr 2015 für eine umfassende, mehrjährige Renovierung. Es ist geplant, im Jahr 2019 wieder zu öffnen.

### Salisbury Garden und Art Square
Der Salisbury Garden ist  eine öffentliche Garten- und Kunstanlage am Ufer des Victoria Harbour, eröffnet 1997; 2014 wurde es um den Art Square (volle Bezeichnung: Art Square at Salisbury Garden) erweitert, der als Kunstplatz für Kunstveranstaltungen, Musikaufführungen und andere kulturelle Aktivitäten als Ausstellungsraum für lokale Künstler dient. Für die Eröffnung des Art Square wurde auch das Salisbury Garden neu gestaltet. Die erste Ausstellung war "Heaven, Earth and Man – A Hong Kong Art Exhibition".

## Bilder

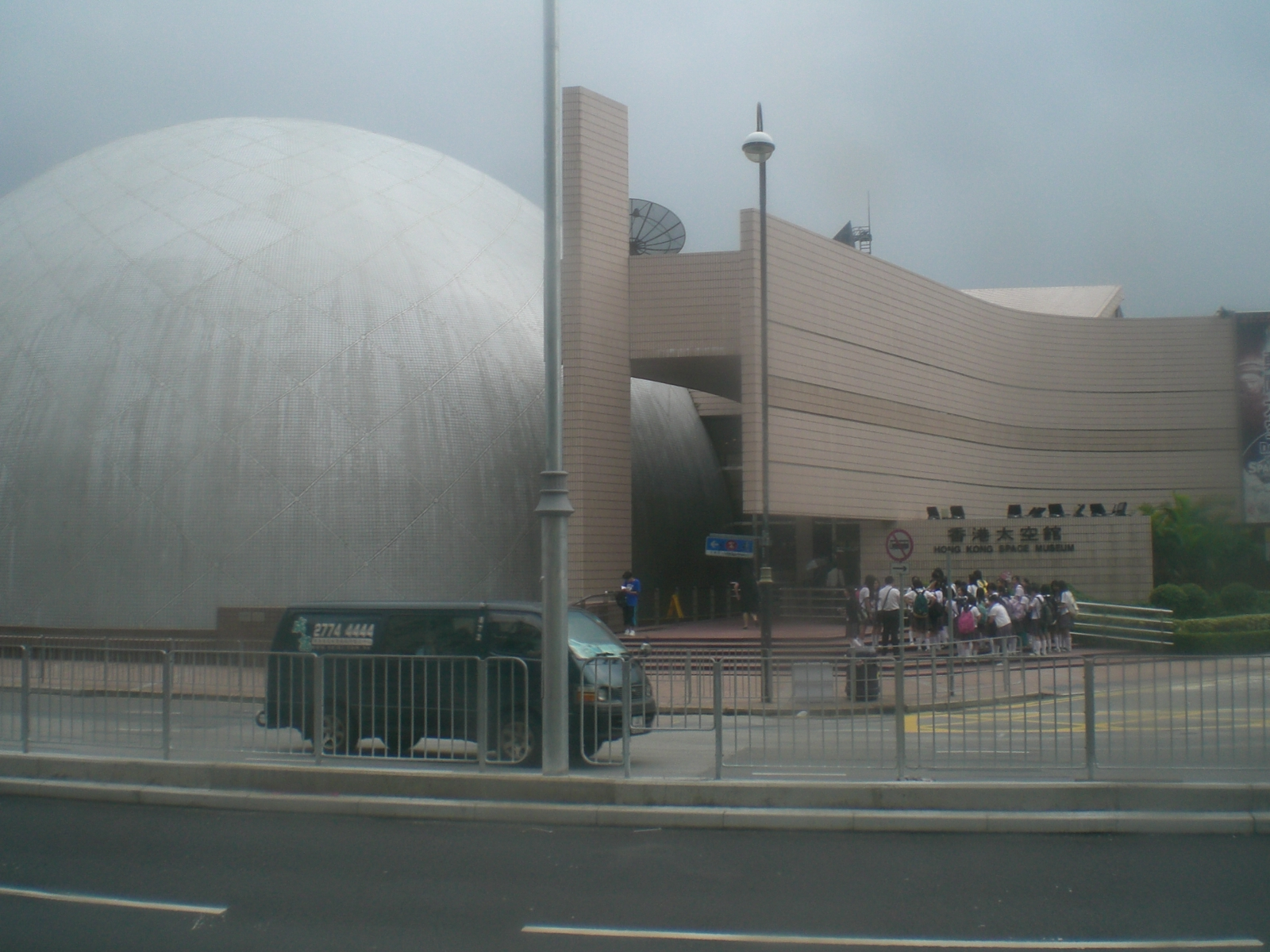
Hong Kong Space Museum
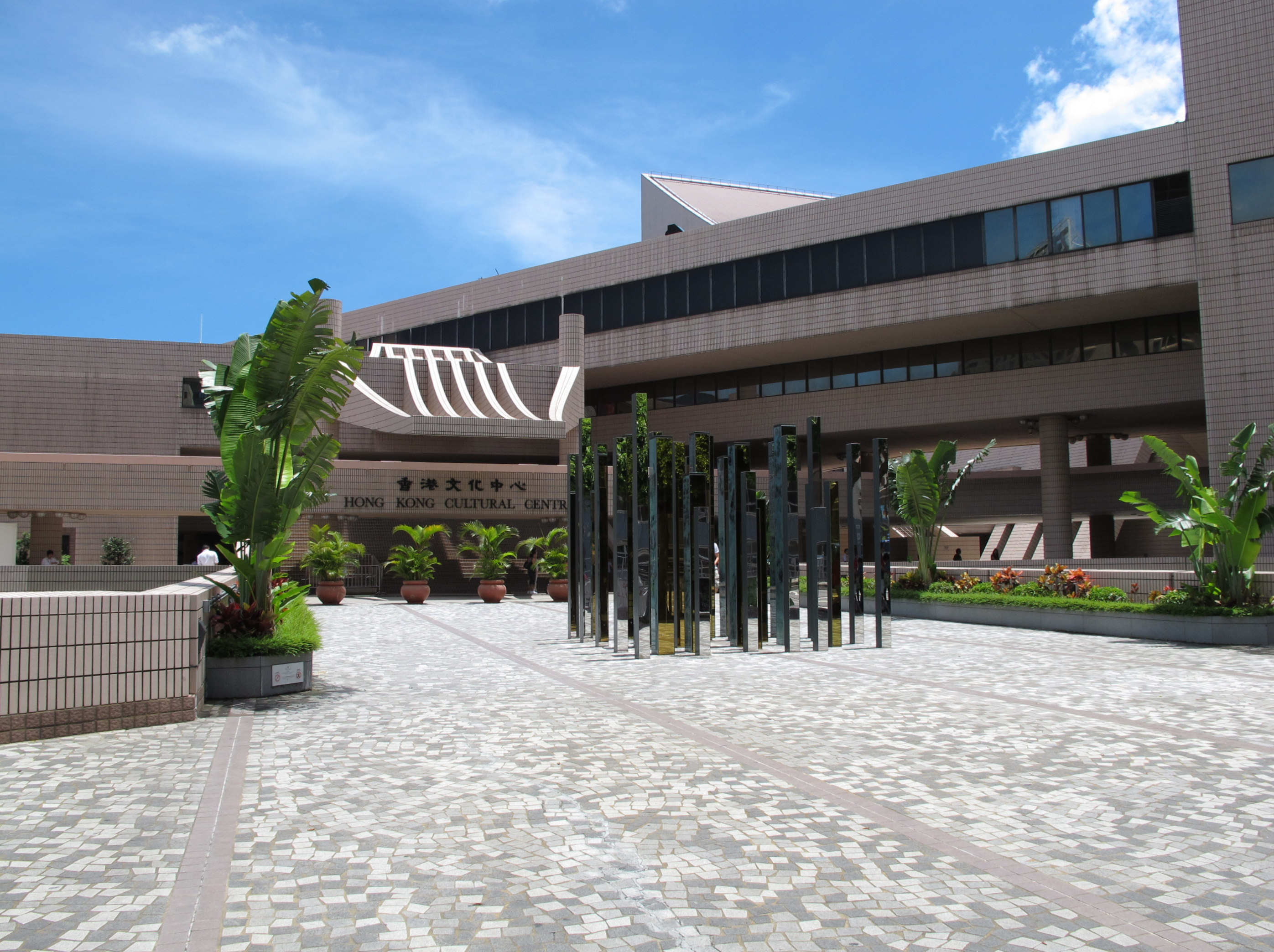
Hong Kong Cultural Centre
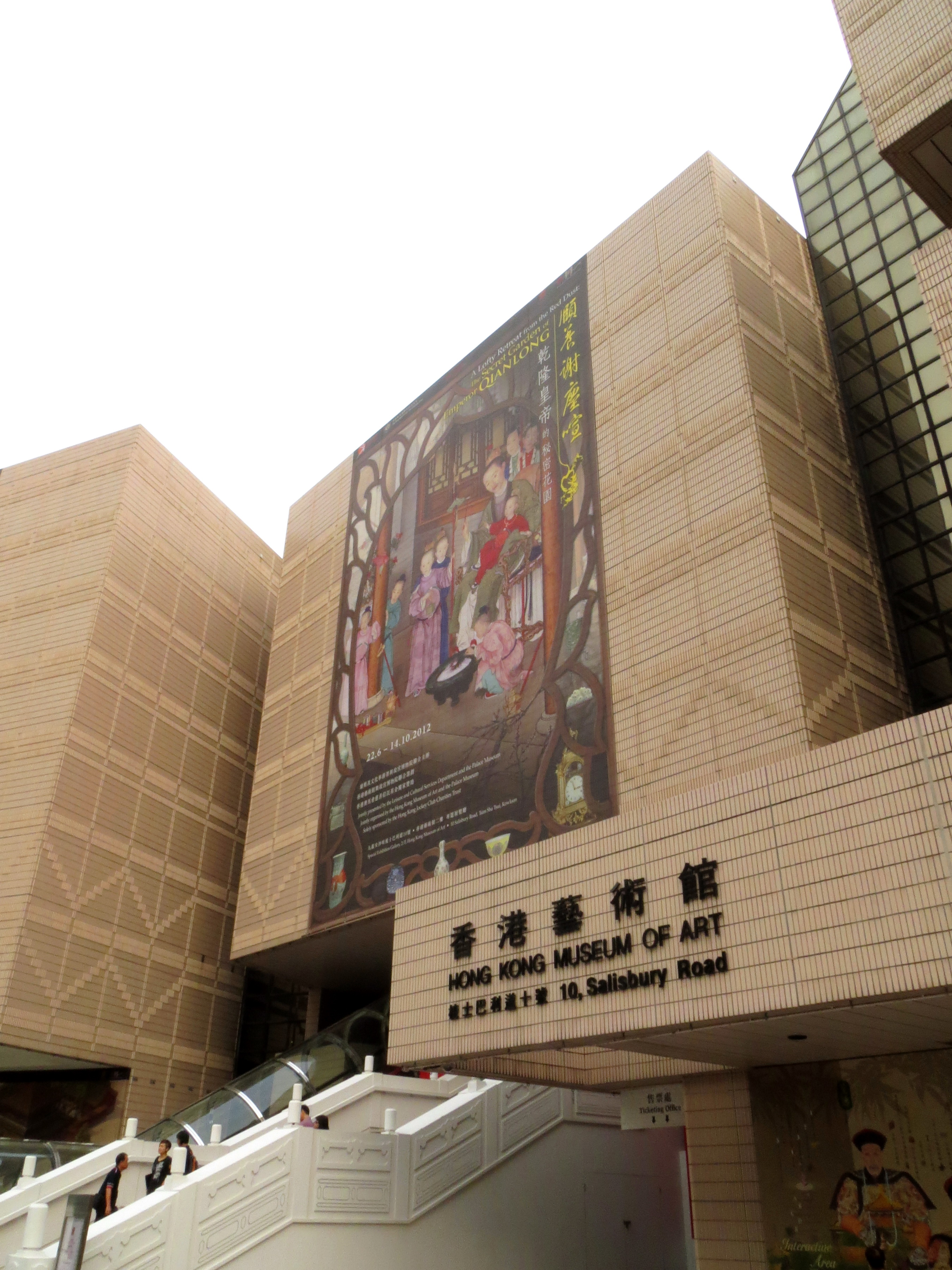
Hong Kong Museum of Art
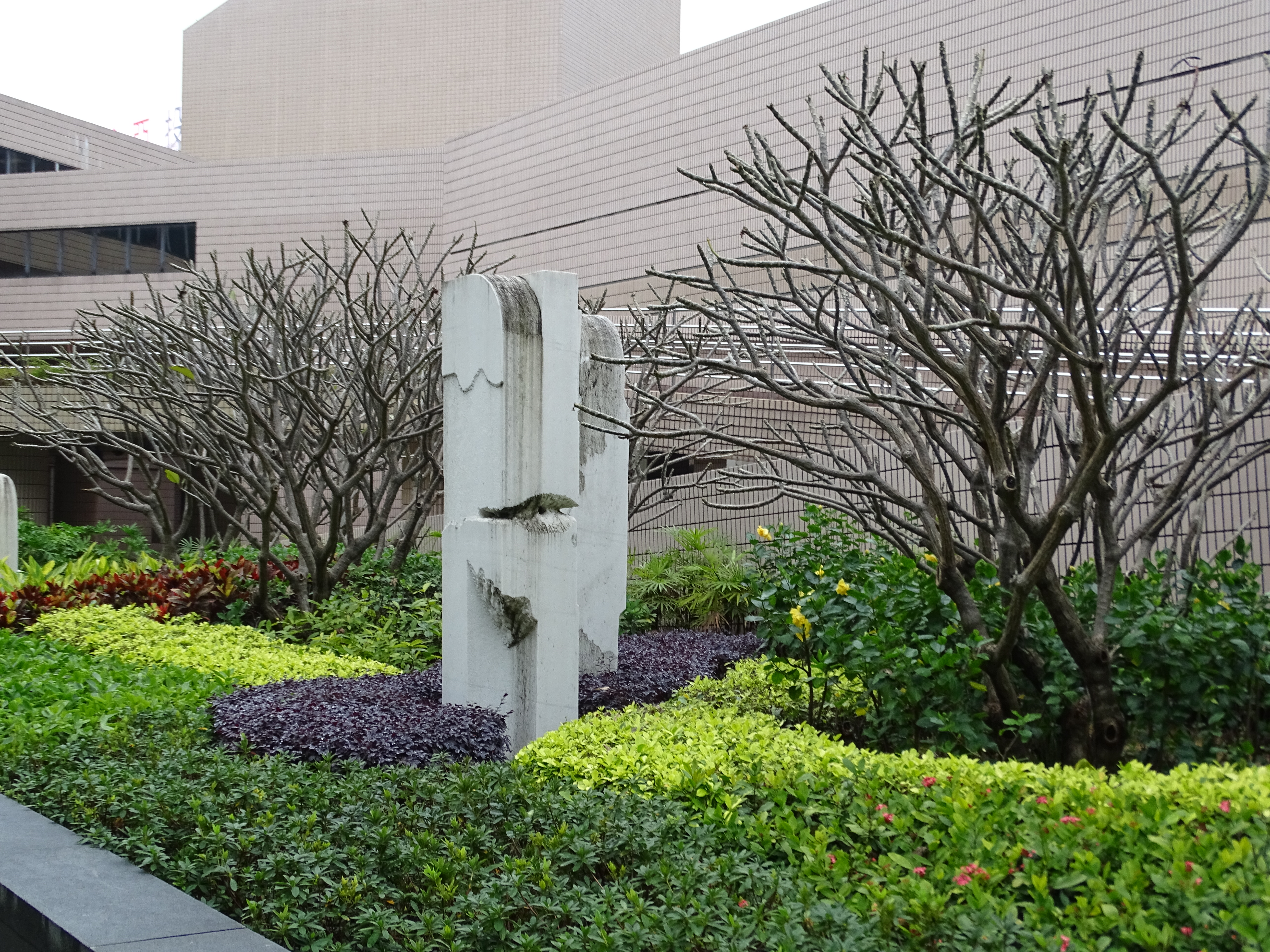
Salisbury Garden